# 1723
1723. је била проста година.

## Догађаји

### Новембар
- 18. новембар — Основан руски град Јекатеринбург

## Рођења

### Јун
- 5. јун — Адам Смит, шкотски економиста и морални филозоф. (†1790)

## Смрти

### Фебруар
- 25. фебруар — Кристофер Рен, енглески научник и архитекта

### Август
- 30. август — Антони ван Левенхук, холандски научник. (*1632).